# Рандан, Жан-Луи де Ларошфуко
Жан-Луи де Ларошфуко (фр. Jean-Louis de La Rochefoucaud; 1556 — 14 марта 1590, под Иссуаром), граф де Рандан — французский государственный и военный деятель.

## Биография
Сын Шарля де Ларошфуко, сеньора де Рандана, и Фульвии Пико делла Мирандола.
Барон де Люге. Рыцарь ордена короля.
Капитан ордонансовой роты из ста тяжеловооруженных всадников.
В 1584 году был пожалован Генрихом III в кавалеры ордена Святого Духа, но орденскую цепь так и не получил.
Был губернатором и генеральным наместником Оверни. После убийства герцога де Гиза открыто примкнул к Католической лиге. Король отрешил его от должности, тогда граф де Рандан созвал провинциальные Штаты в иезуитском коллеже Бийома, города, поддерживавшего Лигу. Возглавив лигеров Оверни, граф овладел Рьомом, где и обосновался. Захватил несколько городов и замков, и к моменту прихода к власти Генриха IV мог рассчитывать на поддержку трех сотен сеньоров. В начале 1590 года осадил Иссуар, захваченный внезапным нападением дворянами, державшими сторону короля, во главе с маркизом Ивом IV д'Алегром. Из Клермона на помощь осажденным направили крупный отряд. В бою с этим отрядом при Кро-Роллане, в окрестностях города, 14 марта граф был ранен двумя пулями в бедро, и скончался при транспортировании в Иссуар. Новым главой лигеров Оверни стал Жан де Монбуасье-Бофор-Канийяк, маркиз дю Пон-дю-Шато.

## Семья
Жена (1580): Изабелла де Ларошфуко, дочь графа Франсуа III де Ларошфуко, принца де Марсийяка, и Шарлотты де Руа
Дочь:
- Мари-Катрин (1588—10.05.1677), герцогиня де Рандан, первая придворная дама Анны Австрийской. Муж (1607): Анри де Бофремон (1578—1622), маркиз де Сенсе